# Renzo Canestrari
Renzo Antonio Bartolomeo Canestrari (Piagge, 19 agosto 1924 – Bologna, 28 gennaio 2017) è stato un medico e psicologo italiano.

## Biografia
Allievo di Giulio Cesare Pupilli e Cesare Musatti, Canestrari è stato uno dei principali pionieri della rinascita della psicologia italiana nel secondo dopoguerra, nonché fondatore e punto di riferimento della Scuola bolognese di Psicologia per quarant'anni. In largo anticipo sui tempi, già nel 1961 sostenne la necessità di introdurre la psicologia nella formazione del medico.

### Infanzia e prima giovinezza
Renzo Canestrari nacque il 19 agosto 1924 a Piagge (in provincia di Pesaro e Urbino) da Graziano Canestrari e Anna Tomassini. Oltre che dalle forti ristrettezze economiche, l'infanzia del piccolo Renzo (secondo di quattro figli) fu profondamente segnata dall'allontanamento del padre per ragioni di lavoro.
Nel 1935 la sua famiglia si trasferì a Fano per consentirgli di iscriversi all'avviamento e, in seguito, alle scuole magistrali. Fu in quel periodo che, sulle pagine della rivista Cinema, egli ebbe l'opportunità di leggere i primi saggi di psicologia sperimentale scritti dal gestaltista Rudolf Arnheim con lo pseudonimo di Nostromo: fu la nascita del suo interesse per la psicologia e della sua passione per il cinema.
Dopo il diploma conseguito nel '42, Canestrari si iscrisse al Corso di Laurea in Pedagogia presso la Facoltà di Magistero di Urbino. Negli anni seguenti, però, maturò in lui la decisione di diventare medico.

### Il trasferimento a Bologna e gli studi di medicina
Dopo aver ottenuto la maturità classica a Senigallia, nell'autunno del 1945 Canestrari lasciò la propria famiglia per recarsi a Bologna, dove si iscrisse alla Facoltà di Medicina e Chirurgia. Il trasferimento si sarebbe rivelato decisivo per la sua vita e la sua carriera. Una volta conseguita la laurea in Pedagogia, Canestrari riuscì a trovare lavoro e alloggio presso il collegio privato “Giovanni Pascoli” di Bologna. 
La frequentazione della Facoltà di Medicina non tardò a dare i primi frutti, mettendolo a contatto con due importanti figure dell'epoca come lo psicologo Alberto Marzi e il fisiologo Giulio Cesare Pupilli (1893-1973), che furono entrambi suoi maestri.
Conseguita la laurea in Medicina e Chirurgia nel 1951, Canestrari decise di specializzarsi in malattie nervose e mentali, e cominciò così a studiare e lavorare presso la Clinica psichiatrica di via Foscolo con il professor Paolo Ottonello. Fu in quegli anni che ebbe inizio anche la sua attività di psicoterapeuta, che avrebbe portato avanti sino alla tarda età.

### I primi contributi scientifici
Canestrari si avvicinò alla Scuola della Gestalt nei primi anni cinquanta sia perché ne condivideva l'approccio olistico, sia perché essa offriva spiegazioni persuasive allo studio della percezione prendendo le distanze dall'approccio meccanicistico-associativo proprio del positivismo.
Il suo interesse per la percezione, nato durante le esercitazioni svolte sotto la guida di Pupilli, trovò nuovi stimoli durante il IX Convegno degli Psicologi italiani che si tenne a Roma nel 1951. In quell'occasione fu decisivo l'incontro con Gaetano Kanizsa e Cesare Musatti, con i quali sarebbe nato un proficuo rapporto di reciproca stima e collaborazione.
Più o meno nello stesso periodo, Canestrari scoprì l'interessante fenomeno percettivo illusorio della “finestra trapezoidale ruotante”, descritto per la prima volta dallo scienziato americano Adelbert Ames Jr. nel 1951. Non condividendone del tutto le conclusioni decise di lavorare su quel fenomeno, e grazie all'aiuto di Kanizsa e al lavoro di Wolfgang Metzger, uno dei più importanti teorici della Gestalt, individuò la cornice teorico-sperimentale nella quale inquadrare le proprie argomentazioni.
All'inizio del 1956 il giovane ricercatore poté così pubblicare le sue considerazioni sul fenomeno del trapezio ruotante: più che confutare Ames, egli ne ridimensionava le conclusioni e ne ampliava la prospettiva, ponendo le basi per una più ampia comprensione del fenomeno. 
Questo lavoro fu uno dei pochi studi italiani – insieme a quelli di Kanizsa, Metelli e Musatti – a essere menzionato nel famoso trattato americano Experimental Psychology, di R.S. Woodworth e G. Schlossberg, pubblicato a New York nel 1971.

### La fondazione della Scuola bolognese di Psicologia
Nel dicembre del '56 Canestrari si sposò con Maria Teresa Magri. Nel gennaio 1958, subito dopo essere diventato padre di due gemelli, Stefano e Monica, fu nominato docente di Psicologia presso l'Istituto Universitario di Magistero “Giovanni Cuomo” di Salerno.
Nel 1960 si giunse finalmente all'istituzione di una cattedra di Psicologia presso la Facoltà di Medicina e Chirurgia dell'Università di Bologna – la prima in Italia all'interno di una facoltà medica nel secondo dopoguerra – e Canestrari fu la persona designata per ricoprire, a soli 36 anni, quel ruolo. 
La sua prolusione ufficiale al corso – dal titolo L'insegnamento della psicologia nella formazione del medico – ebbe ampia risonanza per i suoi tratti pionieristici: in Italia l'argomento non era mai stato affrontato, e anche a livello internazionale i primi studi sull'importanza della relazione medico-paziente sarebbero comparsi soltanto negli anni settanta. Canestrari individuò alcuni concetti chiave quali l'approccio globale alla malattia, la conoscenza storica del malato, la dimensione “longitudinale” del paziente (da considerare come un soggetto, non come un oggetto) e l'atteggiamento psicologico consapevole del medico, che oltre a visitare il paziente deve ascoltarlo e aiutarlo a vivere. In buona sostanza, il suo obiettivo era quello di offrire al medico uno strumento aggiuntivo di diagnosi e rapporto con il paziente. A distanza di circa quarant'anni, molti dei concetti formulati nella prolusione sono stati codificati negli obiettivi formativi qualificanti delle lauree magistrali in Medicina e Chirurgia.
Negli anni che seguirono, Canestrari sviluppò la propria Scuola attenendosi scrupolosamente a due principi fondamentali – la severa disciplina metodologica e il pluralismo teorico – e intuendo precocemente la necessità di impostare l'attività di ricerca in termini non più individuali ma di gruppo. I suoi collaboratori storici furono Marino Bosinelli, Marco Walter Battacchi, Gianfranco Minguzzi, Marta Montanini, Giuliana Giovanelli e Pietro Tampieri. Tra i suoi tanti allievi vanno menzionati Anna Arfelli, Augusto Balloni, Gabriella Bartoli, Pier Augusto Bertacchini, Paolo Bonaiuto, Francesco Campione, Felice Carugati, Gianni Casadio, Valeria Cavazzuti, Mario Chiarenza, Carlo Cipolli, Vincenzo Faenza, Mario Farnè, Giuseppe Galli, Antonio Godino, Marina Mizzau, Sergio Molinari, Giuseppe Mucciarelli, Augusto Palmonari, Alberto Ranzi, Pio Enrico Ricci Bitti, Piero Salzarulo, Guido Sarchielli, Luciano Stegagno, Giancarlo Trombini, Carlo Arrigo Umiltà e Andrea Venturini.

### Gli interventi in campo sociale
L'insegnamento della psicologia a Bologna produsse interessanti applicazioni pratiche, anticipatrici di importanti riforme che sarebbero avvenute negli anni settanta. Un primo, grande, risultato fu l'intervento sul brefotrofio della Provincia di Bologna alla metà degli anni sessanta. Canestrari condusse un lavoro d'équipe insieme a Gianfranco Minguzzi, Marino Bosinelli e all'assessore Mario Cennamo per valutare le condizioni in cui venivano allevati i bambini all'interno di quella struttura. Alla fine, si stabilì che le procedure seguite erano nocive per i bambini: il brefotrofio fu chiuso e i servizi di cura e assistenza vennero affidati a uno staff medico che si appoggiava a gruppi-famiglia e a educatrici adeguatamente formate.
Un secondo significativo risultato fu ottenuto con l'ospizio di via Albertoni, dove gli anziani vivevano in condizioni di sostanziale abbandono. Il ricovero venne chiuso e gli anziani affidati alle loro famiglie o collocati in appartamenti dove potevano essere seguiti da assistenti sanitari e badanti. 
Nel campo dell'assistenza istituzionalizzata agli anziani Canestrari e i suoi allievi furono tra i primi, in Italia, a mettere in evidenza che questa popolazione avrebbe potuto essere studiata e assistita in modo diverso.

### Nuovi percorsi di ricerca
Nel 1969, con la pubblicazione dell'articolo La dottrina psicosomatica della colite ulcerosa, Canestrari aprì un nuovo, interessante percorso di ricerca che negli anni settanta avrebbe acquistato un peso crescente. 
In Italia la medicina psicosomatica era già stata oggetto di studio, almeno fin dagli anni cinquanta, soprattutto da parte del professor Antonelli a Roma. Tuttavia, la successiva trattazione della materia da parte di Canestrari, che può essere considerato un pioniere, fu molto più approfondita e raffinata. 
Il coronamento di questo percorso si ebbe in occasione dell'anno accademico 1977-78, quando proprio a Bologna venne istituita la cattedra di Medicina psicosomatica, la prima in Italia.
Canestrari concentrò gran parte delle sue ricerche degli anni settanta anche sulle problematiche adolescenziali e su diversi temi legati alla clinica. 
Allo scopo di approfondire uno degli argomenti a lui più cari – l'applicazione della psicologia al rapporto e alla comunicazione fra medico e paziente – fra il '78 e il '79 Canestrari soggiornò per alcuni mesi a Londra, dove frequentò la Tavistock Clinic e collaborò con due docenti, David Malan e H.P. Hildebrand. Il viaggio a Londra aveva anche l'obiettivo di approfondire lo studio delle psicoterapie brevi che all'epoca, almeno in Italia, erano ancora considerate di marginale importanza.
Poco tempo dopo essere rientrato in Italia, il 2 giugno 1979 Canestrari fu insignito dal presidente della Repubblica Sandro Pertini della Medaglia d'Oro ai benemeriti della cultura e dell'arte. La Medaglia rappresentò un prestigioso riconoscimento non solo alla persona e ai suoi indiscutibili meriti, ma anche a una disciplina che, dopo lunghe vicissitudini, aveva finalmente raggiunto un certo grado di maturità e legittimazione.
A cavallo tra gli anni settanta e ottanta Canestrari intensificò il suo impegno didattico. Il frutto più concreto di quel lavoro fu la prima edizione del manuale di Psicologia generale e dello sviluppo, pubblicato nel gennaio del 1984 per i tipi della Clueb. 
Il libro era un'opera “corale” che si avvaleva del contributo di molti dei suoi allievi, e rappresentava il primo testo italiano laico di Psicologia generale pubblicato in Italia dai tempi dell’Introduzione alla psicologia di Agostino Gemelli del 1947. Negli anni successivi, gli interessi del medico psicologo si focalizzarono sulle problematiche legate al ciclo di vita e, in particolare, alla mezza età e alla vecchiaia.

### Gli ultimi riconoscimenti
Grazie all'amicizia con il critico cinematografico e scrittore Renzo Renzi, nel 1990 Canestrari ebbe la grande opportunità di conoscere personalmente Federico Fellini, di cui fu sempre un grande ammiratore. 
Quando il 15 dicembre 1995 gli fu conferita la laurea ad honorem in Psicologia, Canestrari decise di dedicare la sua lectio magistralis proprio al Maestro di Rimini. Intitolata Età cronologica e creatività: Federico Fellini prima e dopo “Otto e mezzo”, la lezione contiene brillanti intuizioni sul legame fra l'opera dell'artista e la sua vita.
Tre anni dopo la laurea honoris causa, il 28 novembre 1998 il Comune di Bologna gli riconobbe la massima onorificenza cittadina, l'Archiginnasio d'oro, che gli fu consegnato nella sontuosa Sala dello Stabat Mater dal sindaco Walter Vitali:
(Atti della cerimonia di consegna dell'Archiginnasio d'Oro a Renzo Canestrari, 28/11/1998, pp. 5-6)
Canestrari lasciò la cattedra a settantacinque anni, nel 1999, dopo che i suoi allievi gli avevano reso omaggio, l'anno precedente, con il libro Le ragioni della psicologia, una raccolta di saggi afferenti alle principali aree di ricerca del Maestro.
Nel 2014 la Società Medica Chirurgica di Bologna ha festeggiato i novant'anni di Canestrari (Professore Emerito dal 2000) organizzando un convegno dal titolo Omaggio al Maestro: il Professor Renzo Canestrari e lo sviluppo delle discipline psicologiche a Bologna. In quell'occasione, il presidente della Società Roberto Corinaldesi ha conferito al festeggiato il titolo di Socio Onorario.
Renzo Canestrari muore due anni dopo a Bologna; è sepolto alla Certosa di Bologna.

## Opere
1. Canestrari R., Osservazioni sul trapezio ruotante, in Rivista di Psicologia, I, 1956, pp. 1-21.
2. Canestrari R., Battacchi M.W., Meridionali e Settentrionali nel pregiudizio etnico in Italia, Il Mulino, Bologna 1959.
3. Canestrari R., L'insegnamento della psicologia nella formazione del medico, Giornale di Clinica Medica, XLII, 5, 1961, pp. 481-498.
4. Canestrari R., Battacchi M.W., Il pregiudizio etnico fra settentrionali e meridionali, Rivista di Psicologia Sociale, 1961, VIII, pp. 299-303.
5. Canestrari R., Battacchi M.W., Strutture e dinamiche della personalità nell'antisocialità minorile, Malipiero, Bologna 1963.
6. Canestrari R., Battacchi M.W., Crociati C., Il disadattamento degli anziani e il problema dell'assistenza pubblica, Cappelli, Bologna 1967.
7. Canestrari R., Psicologia fuori programma, Cappelli Editore, Bologna 1978.
8. Canestrari R., Psicologia generale e dello sviluppo, Clueb, Bologna 1984.
9. Canestrari R., La personalità di Giulio Cesare Ferrari, in G. Mucciarelli (a cura di), Giulio Cesare Ferrari nella storia della Psicologia italiana, Pitagora, Bologna 1984, pp. 17-19.
10. Canestrari R., Alcune riflessioni su esperimento, modelli e teorie in psicologia, in Teorie & Modelli, I, n. 1, 1984, pp. 5-11.
11. Canestrari R., Ricordo di Pietro Tampieri, in W. Fornasa, M. Montanini-Manfredi (a cura di), Memoria e sviluppo mentale. Studi in onore di P. Tampieri, Franco Angeli, Milano 1985, pp. 21-25.
12. Canestrari R., Su alcune relazioni tra ideologia e ricerca, Atti dell'Accademia delle Scienze dell'Istituto di Bologna, Rendiconti, Serie 14, Tomo 2, 1985, pp. 145-155.
13. Canestrari R., La memoria e l'oblio, in Cinema-Cinema, XIII, 1986, pp. 33-35.
14. Canestrari R., Unità e identità personale nella psicologia della personalità, in La “persona” nell'opera di Luigi Pirandello, a cura di E. Lauretta, Mursia, Milano 1990, pp. 7-15.
15. Canestrari R., Ricci Bitti P.E. (a cura di), Freud e la ricerca psicologica, Il Mulino, Bologna 1993.
16. Canestrari R., Godino A., Manuale di Psicologia, Clueb, Bologna 1994.
17. Canestrari R., Età cronologica e creatività: Federico Fellini prima e dopo “Otto e mezzo”, Secularia Nona Annual 12, Università di Bologna 1995, pp. 125-131.
18. Canestrari R., Cesare Musatti, Maestro, in Romano D., Sigurtà R. (a cura di), Cesare Musatti e la psicologia italiana, Franco Angeli, Milano 2000, pp. 97-100.
19. Canestrari R., Le città di Fellini, in Fellini Amarcord n. 1-2, ottobre 2001, pp. 65-66.
20. Canestrari R., Itinerari del ciclo di vita - Adolescenza, mezza età, vecchiaia, Clueb, Bologna 2002.
21. Canestrari R., Il dovere del medico, in Intersezioni, XXIII, 3/2003, Il Mulino, Bologna, pp. 517-518.
22. Canestrari R., L'opera di Rudolf Arnheim e la nascita di una vocazione psicologico-scientifica nella cultura italiana degli anni Trenta, in Bartoli G., Mastandrea S. (a cura di), Rudolf Arnheim. Una visione dell'arte, Anicia, Roma 2006, pp. 33-37.
23. Canestrari R., Gestalt Psychology in my Scientific Training and at the Start of the School of Bologna, Gestalt Theory, 2010, 32 (1), pp. 79-84.
24. Muzzarelli A., Il guaritore ferito. La vita e il magistero di Renzo Canestrari, Armando, Roma 2014.